# Rozsika Parker
Rozsika Parker (Londres, 27 de diciembre de 1945 – Ibidem, 5 de noviembre de 2010) fue una psicoterapeuta, historiadora del arte, escritora y feminista británica.

## Trayectoria
Parker pasó sus primeros sus años en Oxford, estudiando en la Wychwood School. Entre 1966 y 1969, estudió un grado de Historia del arte occidental en el Instituto de Arte Courtauld de Londres. En 1972, se unió a la revista feminista Spare Rib, junto a la también historiadora Griselda Pollock, fundó poco después un grupo de historiadoras feministas al que llamaron The Feminist Art History Collective.
En la década de 1980, Parker tuvo dos hijos, un chico y una chica, con el psicoanalista Andrew Samuels. Murió de cáncer de páncreas en 2010, a los 64 años.

## Reconocimientos
En 2013, el British Journal of Psychotherapy estableció el Rozsika Parker Essay Prize.

## Obra
- Old Mistresses: Women, Art and Ideology, con Griselda Pollock (1981)
- The Subversive Stitch: Embroidery and the Making of the Feminine (1984)
- Framing Feminism: Art and the Women's Movement 1970–1985 (1987)
- The Subversive Stitch: Embroidery and the Making of the Feminine (1989)
- Torn in Two: Experience of Maternal Ambivalence (1995)
- Mother Love, Mother Hate: The Power of Maternal Ambivalence (1996)
- The Anxious Gardener (2006)